# Régate à Venise
Régate à Venise est une petite huile sur toile (48,6 × 78,4 cm) réalisée vers 1770 par le peintre védutiste vénitien Francesco Guardi. Elle est conservée dans la Reading Room de la Frick Collection à New York, à côté de la Vue du canal de Cannaregio du même artiste,. Les deux tableaux ont été offerts au musée par Helen Clay Frick, la fille de Henry Clay Frick, fondateur de la Frick Collection.

## Description
Le tableau représente le Grand Canal de Venise. Au loin, le pont du Rialto est visible aux côtés du clocher de l'église de San Bartolomeo et de la coupole de l'église des Santi Giovanni e Paolo de Venise. Guardi a inclus cette église gothique italienne du XVe siècle ainsi que le clocher plus récent du XVIIe siècle, documentant les changements historiques et contemporains du paysage urbain. Au premier plan du tableau, on voit le palais Balbi construit par Alessandro Vittoria à partir de 1582 comme résidence de la famille patricienne vénitienne des Balbi.
Les balcons du Palazzo Balbi sont remplis de personnages, spectateurs de la régate, la course de bateaux traditionnelle vénitienne. Guardi a représenté la partie la plus excitante de la course de régate : le paleto. Le paleto est un poteau tournant situé au milieu du Grand Canal. A ce moment, les bateaux commencent à faire demi-tour et les vainqueurs prennent normalement la tête. Les navigateurs poussent leurs rames dans l'eau dans différentes directions en toute hâte pour faire tourner leurs bateaux. Guardi peint ces bateaux dans des couleurs vives avec des personnages en costumes assortis. L'événement culturel et la vue architecturale emblématique n'étaient pas rares à l'époque de Guardi. En effet, cette même scène a également été peinte par le prédécesseur de Guardi, Canaletto : Le Grand Canal du Palais Balbi de la Galerie des Offices est peint d'un point de vue similaire.